# Bahnhof Hochneukirch
Der Haltepunkt Hochneukirch ist einer von zwei Schienenverkehrshalten in Jüchen im Rhein-Kreis Neuss. Er befindet sich an der Bahnstrecke Rheydt–Köln-Ehrenfeld sowie an der stillgelegten Bahnstrecke Mönchengladbach–Stolberg. Ehemaliges Empfangsgebäude, Bahnsteigunterführung und ehemaliger Güterschuppen sind Baudenkmale.

## Geschichte
Im Jahre 1873 erhielt Hochneukirch (damals noch Neukirchen, heute zu Jüchen) am östlichen Ortsrand eine Schienenanbindung, welche die aufstrebende Textilindustrie weiter beflügelte. Der Bahnhof (am Streckenkilometer 11,8) wird durch die Bahnhofstraße mit der Ortsmitte verbunden. Hier traf die Bahnstrecke Mönchengladbach–Stolberg mit der Bahnstrecke Rheydt–Köln-Ehrenfeld zusammen, die sich dann gemeinsam auf der Trasse bis zum Bahnhof Rheydt-Odenkirchen hin erstreckten.

### Streckenverlauf
1873 erhielt der Ort eine Schienenanbindung von Mönchengladbach nach Stolberg. Der erste Zug der Bergisch-Märkischen Eisenbahn-Gesellschaft fuhr von Mönchengladbach auf der erst später nach Stolberg verlängerten Bahnstrecke Hochneukirch–Stolberg über Jülich nach Eschweiler-Aue.
1889 wurde die Eisenbahnstrecke nach Köln dem Verkehr übergeben. Beim Bau der Strecke wurde diese östlich parallel an die bereits bestehende herangeführt.
Das Empfangsgebäude ist heute noch erhalten und beinhaltete seit 1964 das Stellwerk Hf. Dieses Stellwerk wurde mit der Einführung der ESTW-Technik im Jahr 2007 aufgegeben. Der Mittelbahnsteig ist ausgerüstet mit einem Wartehäuschen und einem Fahrkartenautomaten. Südlich des Empfangsgebäudes ist heute noch der ehemalige Güterschuppen erhalten.

### Entstehungsgeschichte
Die Stadt Mönchengladbach und die Handelskammer stellten an den Eisenbahnminister den Antrag, die Bahnstrecke Rheydt–Köln-Ehrenfeld zwischen Mönchengladbach und Grevenbroich über Giesenkirchen statt über Hochneukirch zu legen. Mönchengladbach versprach sich davon eine bessere Erschließung seines Hinterlandes. Industrie und Bevölkerung von Hochneukirch wünschten sich aber eine Streckenführung über Hochneukirch nach Grevenbroich und nach Köln. Der Fabrikant Peter Busch setzte sich mit einigen ihm bekannten Abgeordneten im Berliner Landtag in Verbindung und Pastor Martin Köllen wandte sich an den Oberhofmeister der Kaiserin Augusta, Graf Nesselrode-Ehreshoven. Durch Vermittlung des Grafen konnte Köllen seine Wünsche dem Eisenbahnminister Maybach schriftlich mitteilen. Durch dessen persönlichen Einsatz konnte die Eisenbahnlinie durch Hochneukirch im Jahre 1889 dem Verkehr übergeben werden. Zum Dank für ihren Einsatz ehrte Hochneukirch Peter Busch und Martin Köllen, indem die Straßen links und rechts vom Bahnhof ihre Namen erhielten.
Um nach Hackhausen zu gelangen, mussten die Gleise überschritten werden. In den ersten Jahren war dieser Bahnübergang ungesichert, nach einem Unglücksfall wurden Schranken angebracht. Im Jahre 1909 sollte eine zweite Strecke von Erkelenz über Wanlo und Keyenberg nach Hochneukirch gebaut werden, die aus Geldmangel nie errichtet wurde. 1911 wurde eine Eisenbahnbrücke zwischen Hochneukirch und Hackhausen gebaut.

### Niedergang
1967 musste die Brücke nördlich des Bahnhofes um 60 Zentimeter angehoben und unterfüttert werden, weil die Strecke mit Oberleitung elektrifiziert wurde. Die alte Eisenbahnbrücke wurde 1988 abgerissen und durch eine neue Stahlbetonbrücke ersetzt. Zum 30. Mai 1980 wurde der Personenverkehr auf der Strecke nach Stolberg eingestellt und die Gleise der Strecke nach Jülich zurückgebaut. Der Güterverkehr bis Ameln wurde bis zum 1. Juni 1984 fortgeführt. 1987 wurde auch der Güterverkehr eingestellt. Heute gibt es noch zwei Gleise nach Rheydt und Köln mit den hohen Gleisnummern 9 und 10, bedingt dadurch, dass die Gleise 1–8 mit dem Abriss der Strecke nach Jülich entfernt wurden. Der Wegfall der Stolberger Strecke führte dazu, dass die Platzierung des noch gut erhaltenen Empfangsgebäudes heute ungewöhnlich wirkt. Dieses liegt etwa 40 Meter vom Mittelbahnsteig entfernt. Ebenso liegt die Unterführung zum Mittelbahnsteig im freien Feld. Das zwischen den verbliebenen Gleisen und vor dem Empfangsgebäude jahrzehntelang brachliegende Bahnhofsumfeld ist heute ein Parkplatz. Dies war Teil eines Projekts, in dessen Rahmen im Hochneukircher Bahnhof und in den Neubauten daneben 41 seniorengerechte Wohnungen samt Gemeinschaftsraum entstanden sind. Die Straße zu diesem kleinen Baugebiet wurde Falkensteinstraße genannt in Erinnerung an eine ehemals ortsansässige jüdische Familie, deren bis dahin nicht emigrierten Familienmitglieder im Zuge des Holocausts vom Bahnhof Hochneukirch aus deportiert und teils ermordet wurden. Die überlebenden Familienmitglieder emigrierten nach dem Zweiten Weltkrieg fast vollständig.

## Bedienung
Der Bahnhof wird im Regionalverkehr von den Linien RE8 und RB27 bedient, welche zusammen einen Halbstundentakt nach Mönchengladbach sowie Köln und Koblenz herstellen.
| Linie | Zuglauf | Taktfrequenz |
| ----- | --- | ------------ |
| RE 8  | Rhein-Erft-Express: (Mönchengladbach Hbf – Rheydt Hbf – Rheydt-Odenkirchen – Hochneukirch – Jüchen – Grevenbroich –)* Rommerskirchen – Stommeln – Pulheim – Köln-Ehrenfeld – Köln Hbf – Köln Messe/Deutz – Porz (Rhein) – Troisdorf – Friedrich-Wilhelms-Hütte – Menden (Rheinl) – Bonn-Beuel – Bonn-Oberkassel – Niederdollendorf – Königswinter – Rhöndorf – Bad Honnef (Rhein) – Unkel – Linz (Rhein) – Bad Hönningen – Rheinbrohl – Neuwied – Urmitz Rheinbrücke – Koblenz-Lützel – Koblenz Stadtmitte – Koblenz Hbf * nur werktags Stand: Fahrplanwechsel Dezember 2023                                | 60 min       |
| RB 27 | Rhein-Erft-Bahn: Mönchengladbach Hbf – Rheydt Hbf – Rheydt-Odenkirchen – Hochneukirch – Jüchen – Grevenbroich – Rommerskirchen – Stommeln – Pulheim – Köln-Ehrenfeld – Köln Hbf – Köln Messe/Deutz – Köln/Bonn Flughafen – Troisdorf – Friedrich-Wilhelms-Hütte – Menden (Rheinl) – Bonn-Beuel – Bonn-Oberkassel – Niederdollendorf – Königswinter – Rhöndorf – Bad Honnef (Rhein) – Unkel – Erpel (Rhein) – Linz (Rhein) – Leubsdorf (Rhein) – Bad Hönningen – Rheinbrohl – Leutesdorf (Rhein) – Neuwied – Engers – Vallendar – Koblenz-Ehrenbreitstein – Koblenz Hbf Stand: Fahrplanwechsel Dezember 2023 | 60 min       |